# Грамада (обичай)
Грамада, наричан също проклятие, проклетѝя, анатема и натемѝя, е български народен обичай, известен главно от Северозападна България.
Обичаят се състои в групово проклинане на извършителите на особено тежки престъпления, при което всеки жител на съответната общност хвърля камък на определено за това място, обикновено разположено извън селищата, често на кръстопът. Това става след извършване на водосвет от селския свещеник, който пръв хвърля камък на мястото. След това всеки минаващ покрай грамадата трябва да хвърля по камък върху нея, като това може да продължава с години, докато първоначалното престъпление се забрави. Натрупаният куп камъни („грамада“) обикновено се интерпретира като символичен гроб на престъпника. На някои места такива грамади се използват многократно за проклинане на различни престъпници. В много случаи те се разполагат при свещено дърво („запис“), най-често круша.
Известни са отделни случаи на натемия, извършвана общо от няколко села – например, при изнасилване на момиче без родители в пасищата между селата Боровица, Протопопинци и Търговище натемията е извършена във всяка от трите селски църкви.
Смята се, че обичаят изчезва в началото на XX век. Едно от последните свидетелства за цялостното му прилагане е случай в кулското село Пседерци през 20-те години, където са прокълнати двама братя, които приемат като ратай в дома си бежанец от Русия, а по-късно го убиват, за да го ограбят. Има свидетелства, че в по-ограничен вид грамадите се използват за проклинане на комунистически функционери чак по време на колективизацията през 50-те години.
Обичаят грамада става основа на поемата на Иван Вазов „Грамада“ (1879) и на филма на Александър Вазов „Грамада“ (1936). Пак Вазов описва подобен обичай в стихотворението „Жидов гроб“.
В бележка към стихотворението Вазов пише: „На запад от Търново стърчи рид: Картал-баир (Орлов връх), въз който има трап, називаем днес Жидов гроб. Според преданието там е отишъл и легнал трупът на евреина, който предал Царевец на турците. През вековете на владичеството търновци са отивали при тоя трап и са фърляли камъне в него, проклинайки евреина издайник.“